# Корабль Боробудура

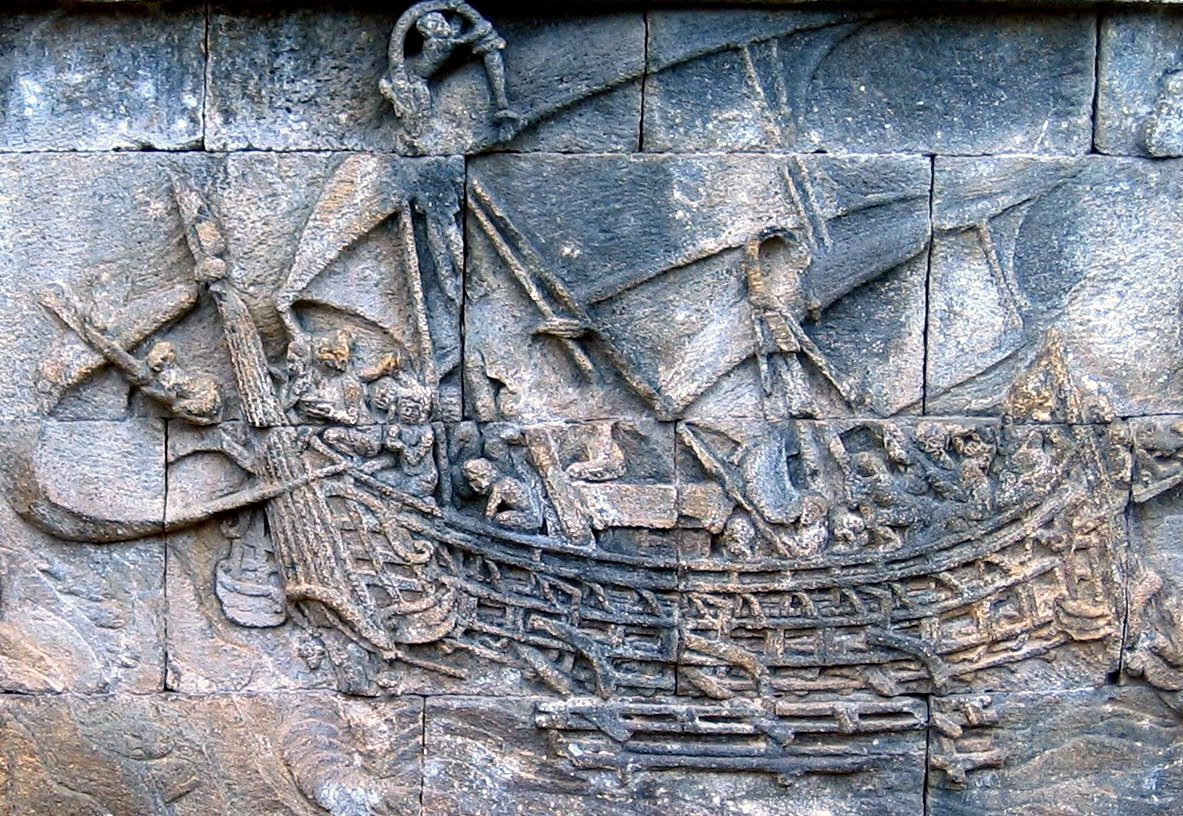
Изображение корабля на барельефе Боробудура

Корабль Боробудура — парусное судно с двойным аутригером с островов Юго-Восточной Азии, изображённое на барельефах VIII века в буддийском храмовом комплексе в Боробудуре на острове Ява на территории современной Индонезии.

## Описание
Памятник буддийской храмовой архитектуры в Боробудуре внесён ЮНЕСКО в список объектов всемирного наследия. Считается, что он был построен в период между 760—830 годами. Кладки нижних террас боробудурского комплекса украшены резными барельефами на темы буддийских легенд. Эти барельефы отличаются чрезвычайной реалистичностью изображения бытовых сцен из повседневной жизни общества того времени. Опираясь на археологические и другие данные, учёные доказали, что барельефы Боробудура изображают повседневную жизнь древней Явы VIII века, от придворной жизни дворца до жизни простонародья в деревне. Здесь изображены множество храмов, рынков, архитектура, флора и фауна, одежда и ювелирные украшения, а также виды транспорта, включая паланкины, конные экипажи. Среди других изображений на барельефах Борободура сохранилось семь достаточно реалистичных изображений тогдашних кораблей.
Корабли, изображённые в Боробудуре, скорее всего являлись типом судов, использовавшихся для морской торговли и морских походов талассократическими империями Матарам и Шривиджая, господствовавшим в этом регионе примерно с VII по XIII век. Функция аутригера заключалась в стабилизации корабля. Корабль или каноэ с одним или двумя аутригерами — типичная особенность морских австронезийских судов. Учёные считают, что это наиболее вероятный тип судов, используемых для путешествий и исследований австронезийцев по Юго-Восточной Азии, Океании и Индийскому океану.

## Корабельная экспедиция Боробудура
В 1982 году Филип Билл, британский моряк, ранее служивший в Военно-морском флоте Великобритании, посетил Боробудур для изучения кораблей и морских традиций. Он увлёкся десятью барельефными изображениями старинных кораблей, изображённых на Боробудуре. Билл увлёкся идеей реконструировать этот древний корабль и восстановить древний морской торговый путь. Работая с очень ограниченными данными — пятью каменными барельефами, а также опираясь на свой большой морской опыт, Билл организовал экспедиционную команду, чтобы реконструировать корабль и пройти на нём из Джакарты в Индонезии на Мадагаскар, а затем вокруг мыса Доброй Надежды до западного побережья Африки. Он привлёк к этим усилиям учёных и местных экспертов-ремесленников.
Строительству корабля предшествовали широкие исследовательские и проектные работы, проведённые командой опытных индонезийских судостроителей, которые базировались на Кангейских островах, примерно в 60 милях к северу от Бали. Ник Бернингем, признанный специалист по индонезийским водным судам и морской археологии, контролировал строительство судна. Корабль был построен Асадом Абдуллой аль-Мадани, опытным индонезийским строителем традиционных кораблей, и его людьми, имея лишь модель из бальсового дерева, которую Бернингем создал им в качестве ориентира. Судно назвали «Самудра-Ракса» (Защитник Морей) и спустили на воду 15 июля 2003 года в гавани Бенуа на Бали, с участием министра туризма и культуры Республики Индонезия и представителями отделения ЮНЕСКО в Джакарте.
Корабль получил длину корпуса около 19 м, при длине киля 17,3 м, ширине 4,3 м и общей высоте корпуса в 2,3 м, при осадке примерно в 1,5 м. Корабль был вооружён двумя парусами типа танджа (тип косых прямоугольных парусов, применявшихся австронезийцами). Корпус был обшит досками из бунгора, а палубы — из тика. При строительстве отказались от расположения на носу и на корме судна высоких щитов, изображённых на барельефе, поскольку они препятствовали осмотру настолько, что это противоречило Правилам предотвращения столкновения в море.

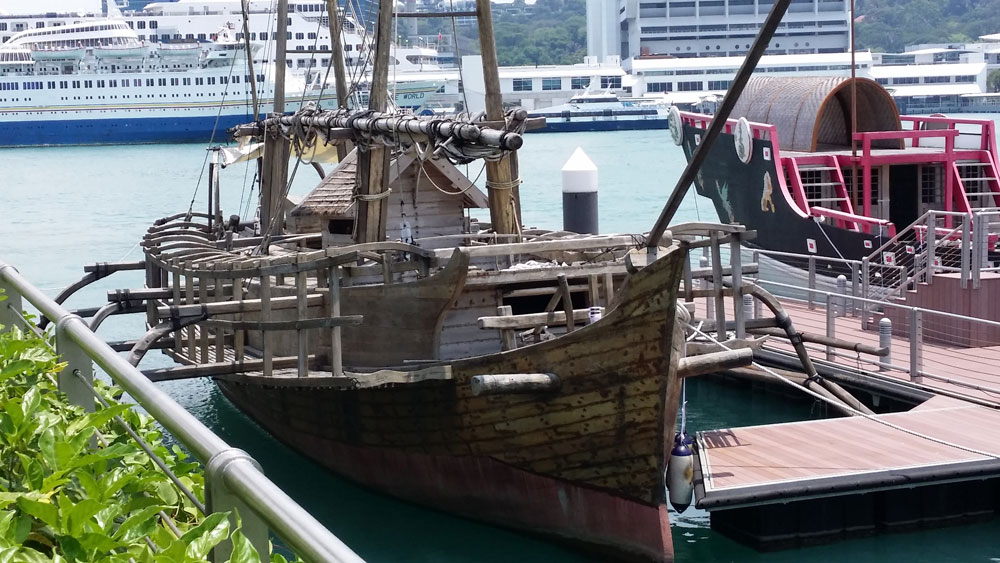
Копия индонезийского корабля Боробудура в курортном комплексе World Sentosa, Сингапур

С 2003 по 2004 год переплывали на нём из Индонезии в Мадагаскара, а затем в Гану в Гвинейском заливе.
Экспедиция продолжалась в течение 6 месяцев с августа 2003 по февраль 2004 года. Она стартовала в Джакарте 30 августа 2003 года при участии президента Индонезии Мегавати Сукарнопутри, и прибыла в Аккру в Гане 23 февраля 2004 года. Эпическое плавание продемонстрировало возможность существования древней торговой связи между Индонезией и Африкой (в частности, Мадагаскаром и даже Гвинейским заливом на восточном побережье Африки). Судно путешествовало по историческому торговому «морскому пути перевозки корицы», проходившем от индонезийских вод через Индийский океан до Сейшельских островов, Мадагаскара, а затем мимо мыса Доброй Надежды в Гану, доказав, что торговля между Юго-Восточной Азией и Африкой могла произойти уже в первом тысячелетии нашей эры.
После окончания плавания, в нескольких сотнях метров севернее храма Боробудур, в пределах комплекса Археологического парка был построен музей Самудра-Ракса. Музей открылся в 2005 году и, кроме самого корабля, демонстрирует другие экспонаты из древней морской истории Индонезии.

## Барельефы Боробудура
Изображение пяти кораблей с аутригерами из барельефов Боробудура (из семи изображённых в общей сложности кораблей) в фильме «Боро-Боедоэр» Конрада Лимана (1873). Обратите внимание, что конструкция кораблей отличается и они относятся к разным типам.

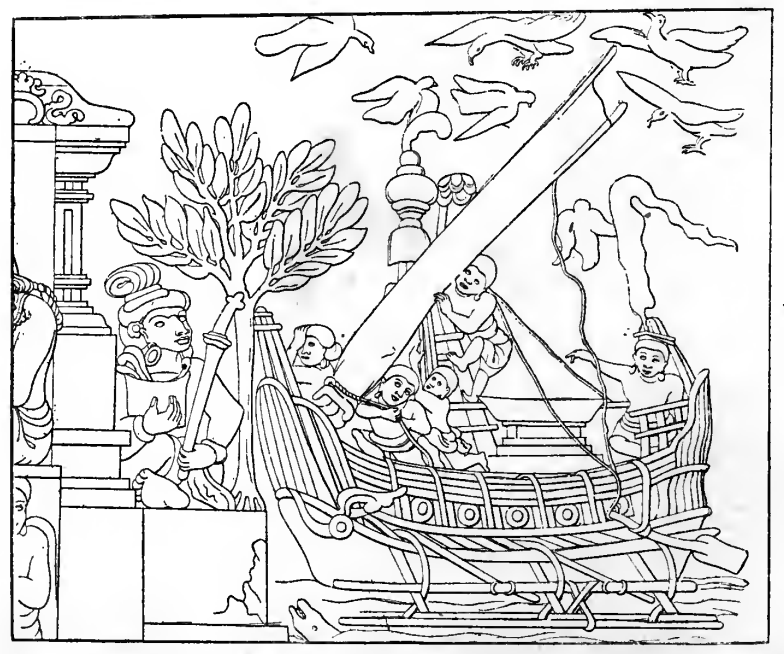
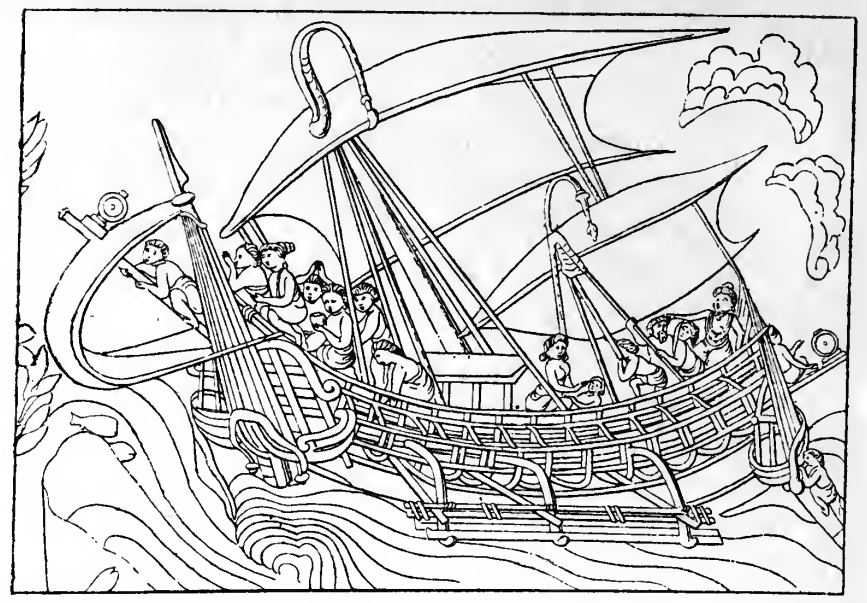
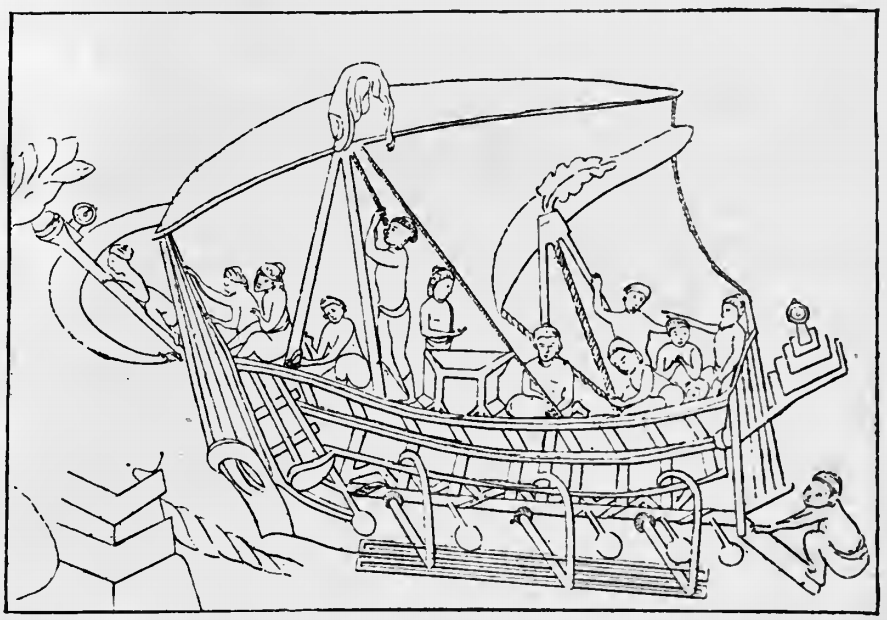
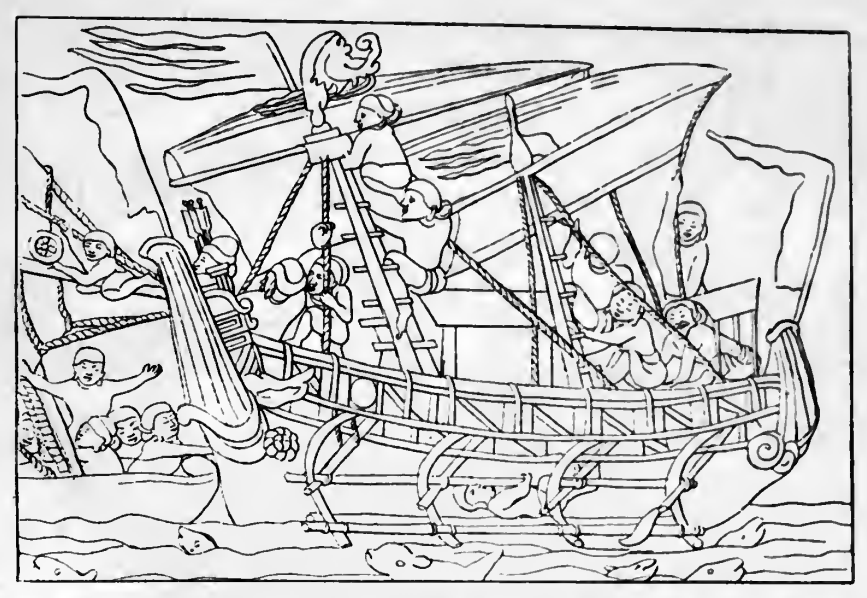
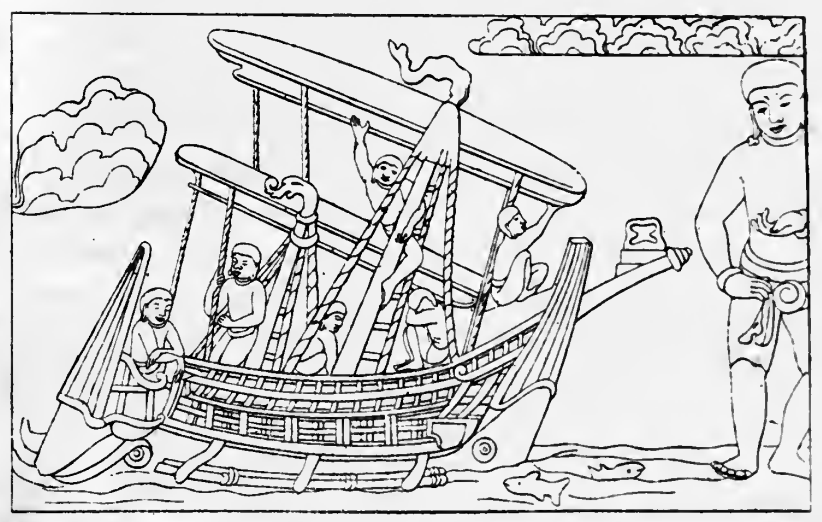

## Современные реплики боробудурских кораблей
- Известная копия находится в музее Самудра Ракса, Магеланг, Центральная Ява, Индонезия.
- Одна копия пришвартована на доке Marine of Resorts World Sentosa в Сингапуре[9].
- Рельеф Боробудура служит основой для постройки «Духа Маджапахита», копии корабля Маджапахита. Эта копия получила критику со стороны историков, поскольку корабль, которым пользовался Маджапахит, является джонкой, в то время как корабль из барельефов Боробудура — судно «Шривиджаян» и «Сайлендран»[10].
- Реплика корабля Боробудура была представлена на церемонии открытия Азиатских игр 2018 18 августа 2018 на стадионе Гелора Бунг Карно, Джакарта[11].

## В популярной культуре
- Корабль «Боробудур» и резьба на корабле представлены в расширении Age of Empires II, Rise of the Rajas и его продолжении, Age of Empires II: Definitive Edition.
- Корабль «Боробудур» служит основой для модели «Маджапахит Йонг» в видеоиграх «Civilization VI».
- Корабль этого стиля был изображён на марках: один с изображением из барельефа на храме, а другой — в честь корабельной экспедиции Боробудура 2003—2004 годов.

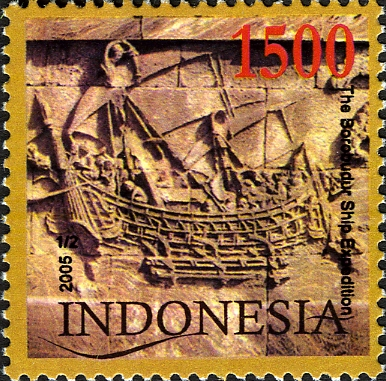
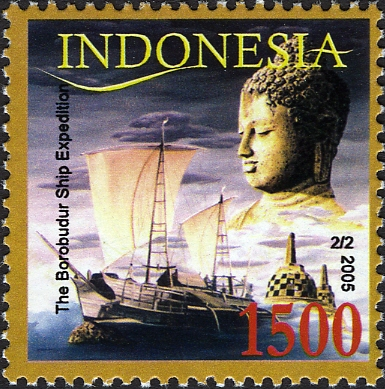